# Prümscheid (Naturraum)

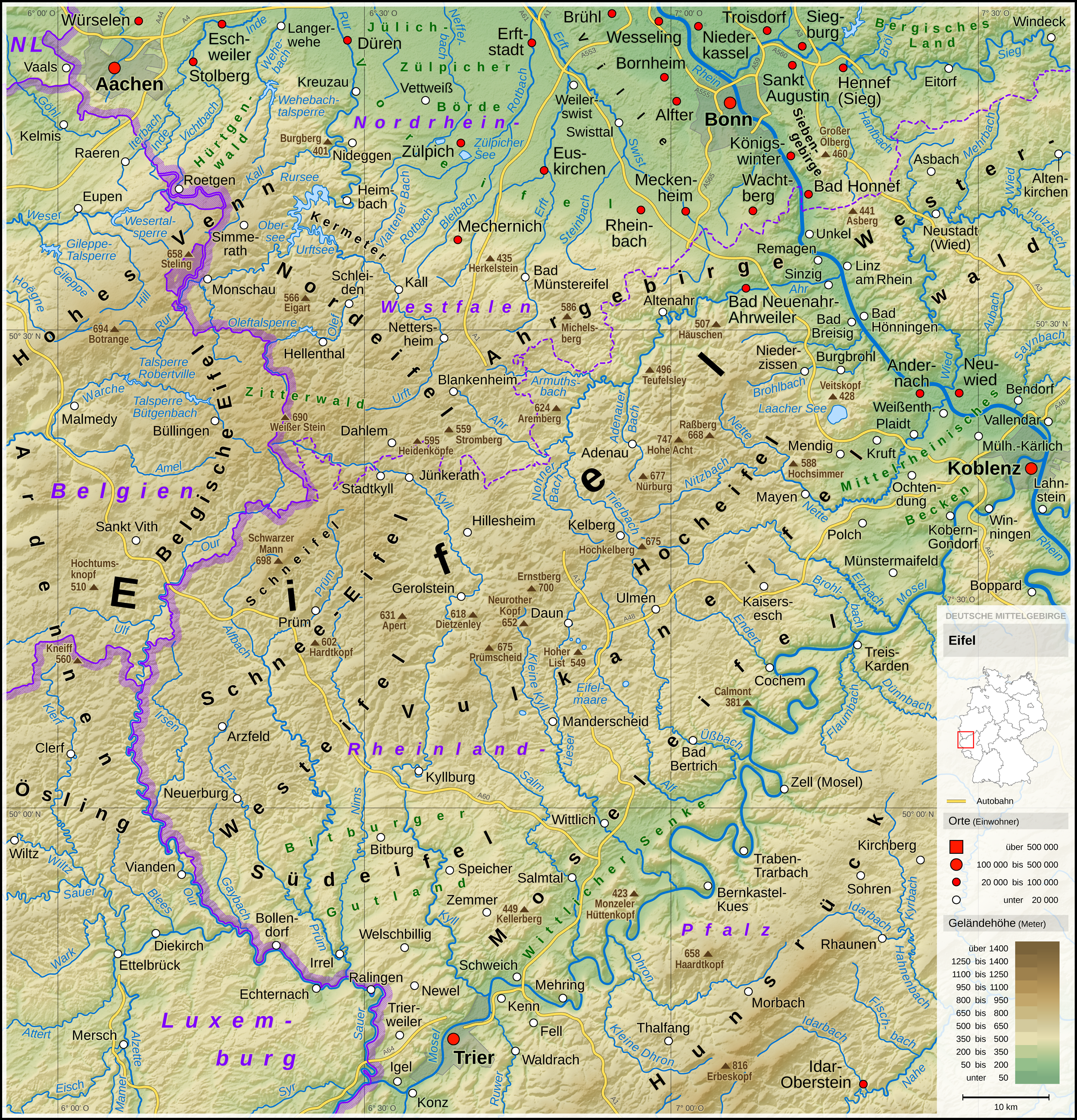
Die Eifel

Die Prümscheid (Größe 55,8567 Quadratkilometer) ist ein Landschaftsraum in der Eifel. Er wird gebildet durch einen in Südwest-Nordost-Richtung verlaufenden Quarzitrücken, der durch ein Netz meist naturnaher Neben- und Quellbäche von Lieser und Kyll gegliedert ist.
Im Norden ist der Quarzit durch Basalt- und Lavakegel (Ernstberg, Scharteberg, Asseberg, Baarley) sowie kleine Trockenmaare (Standortschießanlage Gees) unterbrochen. Die höchste Erhebung des Naturraums ist der namensgebende Prümscheid mit 674,7 m ü. NHN und der Nähe von Wallenborn.
In Teilbereichen sind die Vulkankegel dem Gesteinsabbau in Lava- und Basaltgruben unterworfen.
Der Naturraum gehört laut Handbuch der naturräumlichen Gliederung Deutschlands zur Haupteinheitengruppe 27 Osteifel und darin wieder zur Haupteinheit 277 Kyllburger Waldeifel. Hier bildet Die Prümscheid einen Teil des Kyllburger Waldrückens (277.2) und hat die Ordnungszahl 277.20.